# Harald Grohs
Harald Grohs, né le 28 janvier 1944 à Essen, est un pilote automobile allemand sur circuits à bord de voitures de sport type Tourisme, Grand Tourisme et Sport-prototypes. 

## Biographie
Il dispute régulièrement depuis plus de quarante ans une carrière de compétiteur automobile, entamée en 1973 (première apparition à la première manche du Deutscher Automobil-Rundstrecken-Pokal -DARM- à Zolder, sur Porsche 911T), essentiellement avec des Porsche, BMW, et Ford Sierra (en 1986).
Il effectue plus d'une soixantaine de courses en championnat du monde des voitures de sport entre 1975 et 1990, remportant ainsi deux des courses avec des équipiers champions du monde... d'autres disciplines que l'endurance (voir infra).
Il participe aux 24 Heures du Mans à  dix reprises entre 1976 et 1998, se classant quatre fois dans les dix premiers, en obtenant deux huitième places (en 1980 et 1988), ainsi qu'une victoire de catégorie (en 1980, dans le Groupe 5 sur Porsche 935).
Il anime les Deutsche Tourenwagen Masters de 1984 à 1990, et il obtient un total de 10 victoires dans les diverses éditions des Coupe Porsche allemandes, où il s'investit entre 1986 et 2000.

## Palmarès

### Titres
- Coupe Porsche Carrera d'Allemagne 1995;

La BMW 635 CSi de Grohs 3e lors du DTM 1984 (12 courses, 4 victoires, 6 podiums, 5 pole positions, et 5 records du tour).

...et celle du DTM 1985 (11 courses, 1 victoires et 3 podiums).

  - vice-champion du monde pilotes des voitures de sport 1981 1re édition, sur Porsche 935 K3, avec Andial Meister Racing et Vegla DS Racing; 3 victoires, et 1 record du tour),
  - 2e de la coupe Porsche Carrera d'Allemagne 1994;
  - 3e des Deutsche Tourenwagen Masters 1984 et 1985 (sur BMW 635 CSi) (5e en 1987);
  - 3e de la coupe Porsche Carrera d'Allemagne  1986 (alors sur 944 Turbo) et 1996;
  - 3e des Fuji Long Distance Series (en) LD-1 1988 (ancien championnat d'endurance japonais; 2e à Fuji et 3e à Suzuka, sur 500 kilomètres).

### Victoires notables
En DARM:
- 1975: Hockenheim;

En DRM:

- 1975: Nürburgring;

En ETCC (2):

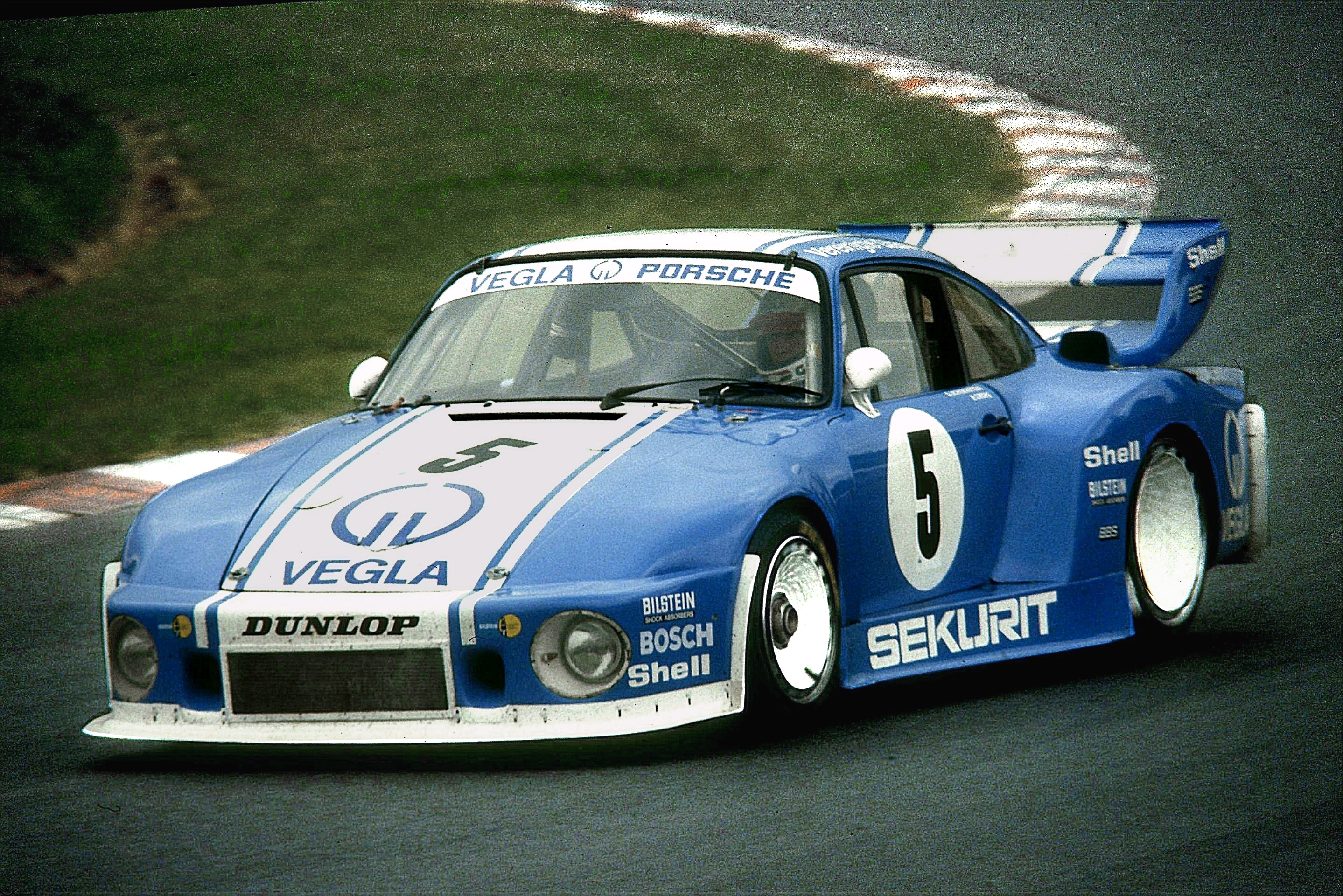
Grohs en 1980, sur Porsche 935 lors des essais des 1 000 kilomètres du Nürburgring (en WSC).

- 1975: Nürburgring (avec Kelleners);
- 1976: Nürburgring (avec Peltier);

En Interserie:

- 1981: Nürburgring;

En championnat du monde des voitures de sport (WSC - 4):

- 1 000 kilomètres de Kyalami en 1976 (avec Jody Scheckter et Gunnar Nilsson sur BMW 3.0 CSL);
- 6 Heures de Silverstone en 1981 (avec Walter Röhrl  et Dieter Schornstein sur Porsche 935J);
- 1 000 km de Molson à Mosport en 1981 (avec Rolf Stommelen);
- Pabst 500 Road America d'Elkhart Lake en 1981 (avec Rolf Stommelen);

En Trophée Rennsport (6):

- 1983: Zolder, Hockenheim, Avus, Wunstorf, Diepholtz et Nürburgring (sur BMW M1);

En DTM (7):
- 1984: Zolder, Nürburgring, Diepholtz et Zolder (sur BMW 635 CSi);
- 1984: Zolder;
- 1987: Hockenheimring et Flugplatz Wunstorf (sur BMW M3);

En Japan series:

- 1989 500 kilomètres de Fuji (avec Nakaya);

### Autres podiums notables
- 2e des 5 Heures de Vallelunga en 1976 (avec de Fierlandt et Posey - WCS);
- 2e des 6 Heures de Riverside en 1982 (avec Holbert);
- 2e des 24 Heures de Spa 1991 (avec "Davit" et Slaus) et 1993 (avec Bartels et Dalmas) (5e en 1992);
- 3e des 1 000 kilomètres de Kyalami 1977 (avec Höttinger - WSC);
- 3e des 6 Heures de Silverstone en 1978 (avec Joosen - WSC);
- 3e des 1 000 kilomètres de Spa 1984 (avec Stuck et Brun - WSC);
- 3e des 1 000 kilomètres de Suzuka 1989 (avec Nakaya - Japan Series);

### Autres classements notables
- 4e des 12 Heures de Sebring 1981 (avec Rolf Stommelen et Meister);
- 4e des 1 000 kilomètres du Nürburgring 1986 (avec Lässig et Ballabio);
- 4e des 24 Heures de Daytona 1990 (avec Stuck, Haywood et Herzog) et 1994 (avec Katthöfer, Mayländer et Sandridge) (5e en 1997).